# Хюттер, Ади
Адо́льф «А́ди» Хю́ттер (нем. Adolf "Adi" Hütter; род. 11 февраля 1970[…], Хоэнэмс, Форарльберг) — австрийский футболист, игравший на позиции полузащитника; тренер.

## Игровая карьера
Начинал карьеру в академии «Альтаха». В 1992 году перешёл в ГАК, где дебютировал во взрослом футболе. Позже выступал за ЛАСК, а также возвращался в «Альтах» и ГАК.
В 1993 году перешёл в зальцбургскую «Аустрию», где за восемь сезонов трижды выиграл чемпионат Австрии. В сезоне 1993/94 «Аустрия» с Хюттером дошла до финала Кубка УЕФА, где уступила «Интеру». Благодаря своей впечатляющей игре Хюттер был вызван в сборную Австрии, где за четыре года сыграл в 14 матчах и забил три мяча.
В 2000 году он снова вернулся в ГАК, где в 2002 году стал обладателем Кубка Австрии. Последние годы карьеры Хюттер провёл в «Капфенберге» и втором составе «Ред Булл Зальцбург». Из-за постоянных проблем с ахилловым сухожилием Ади завершил игровую карьеру в августе 2007 года.

## Тренерская карьера

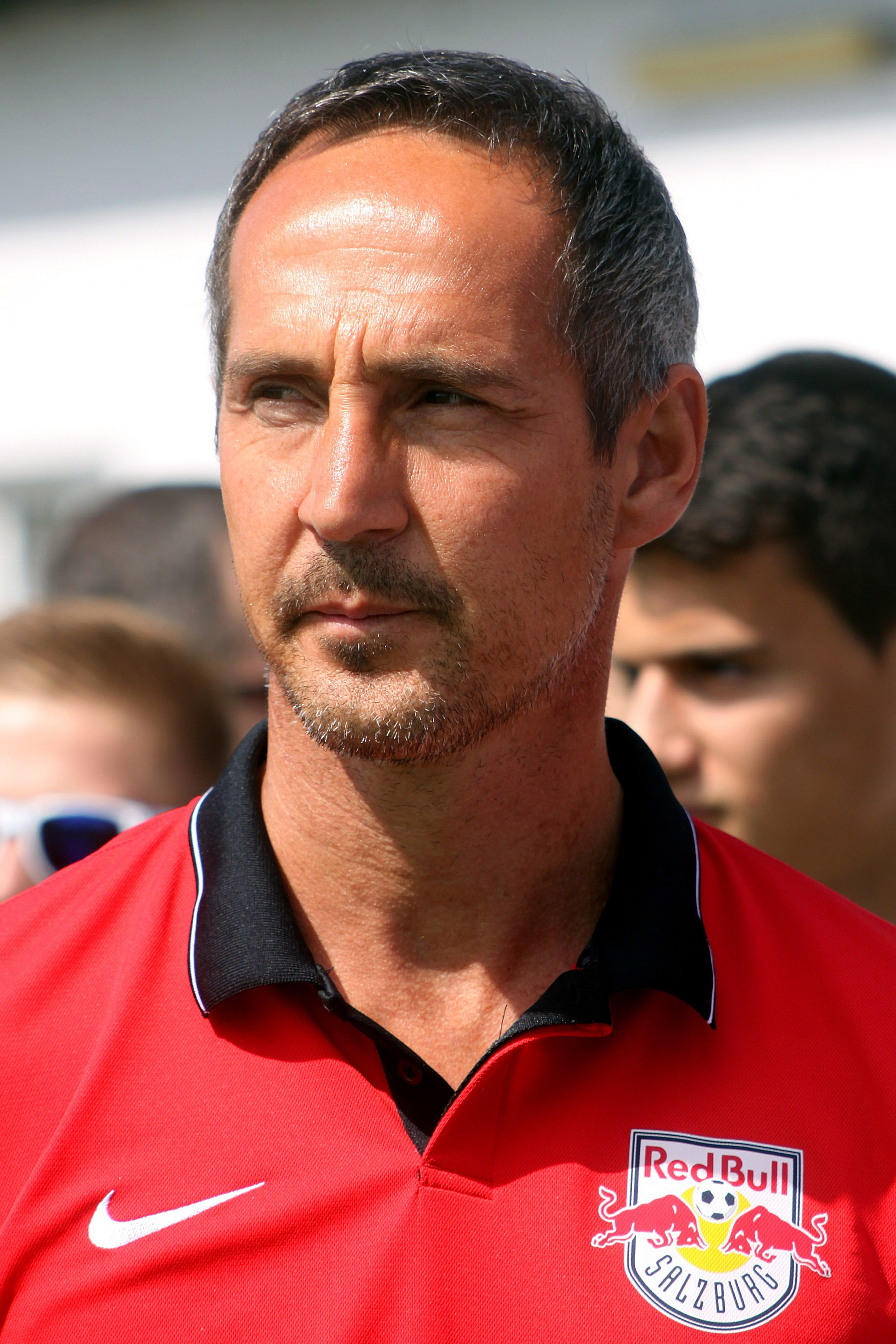
Ади Хюттер в 2014 году

По завершении карьеры Хюттер остался в системе «Ред Булла» и стал ассистентом главного тренера второй команды, а спустя год стал главным тренером. В июне 2009 года он перешёл в «Альтах», вылетевший в первую лигу Австрии. За три сезона Хюттер не смог вернуть команду в высшую лигу и был отправлен в отставку 17 апреля 2012 года.
Летом 2012 году Хюттер стал главным тренером «Грёдига» и в первый же сезон вывел команду в Бундеслигу. В сезоне 2013/14 Ади занял с «Грёдигом» третье место и вывел команду в Лигу Европы, однако клуб не стал продлевать с ним контракт.
В мае 2014 года Хюттер возглавил зальцбургский «Ред Булл», сменив ушедшего в леверкузенский «Байер» Рогера Шмидта. Привёл «Ред Булл» к чемпионству и победе в Кубке Австрии, но в июне 2015 года покинул клуб из-за разногласий с руководством.
В сентябре 2015 года Хюттер стал главным тренером швейцарского клуба «Янг Бойз». Два сезона подряд он становился вице-чемпионом Швейцарии, а в сезоне 2017/18 привёл «Янг Бойз» к первому за 32 года чемпионству.
Летом 2018 года Хюттер заменил ушедшего в «Баварию» Нико Ковача на посту главного тренера франкфуртского «Айнтрахта», подписав контракт до 2021 года.
13 апреля 2021 года был объявлено, что по завершении сезона Хюттер займёт должность главного тренера мёнхенгладбахской «Боруссии», с которой он заключил трёхлетний контракт.
4 июля 2023 года назначен главным тренером «Монако». Контракт до 30 июня 2025 года.

## Достижения

### В качестве игрока
«Аустрия» (Зальцбург)
- Чемпион Австрии: 1993/94, 1994/95, 1996/97

ГАК
- Обладатель Кубка Австрии: 2001/02

### В качестве тренера
«Грёдиг»
- Чемпион первой лиги Австрии: 2012/13

«Ред Булл» (Зальцбург)
- Чемпион Австрии: 2014/15
- Обладатель Кубка Австрии: 2014/15

«Янг Бойз»
- Чемпион Швейцарии: 2017/18

## Тренерская статистика
| Команда                  | Начало работы   | Завершение работы | Показатели | Показатели | Показатели | Показатели | Показатели |
| Команда                  | Начало работы   | Завершение работы | М          | В          | Н          | П          | % побед    |
| ------------------------ | --------------- | ----------------- | ---------- | ---------- | ---------- | ---------- | ---------- |
| Альтах                   | 1 июля 2009     | 6 апреля 2012     | 102        | 58         | 21         | 23         | 056,86     |
| Грёдиг                   | 1 июня 2012     | 31 мая 2014       | 75         | 39         | 15         | 21         | 052,00     |
| Ред Булл (Зальцбург)     | 1 июня 2014     | 15 июня 2015      | 54         | 35         | 8          | 11         | 064,81     |
| Янг Бойз                 | 7 сентября 2015 | 30 июня 2018      | 133        | 78         | 26         | 29         | 058,65     |
| Айнтрахт (Франкфурт)     | 1 июля 2018     | 30 июня 2021      | 141        | 67         | 31         | 43         | 047,52     |
| Боруссия (Мёнхенгладбах) | 1 июля 2021     | 4 июня 2022       | 37         | 14         | 9          | 14         | 037,84     |
| Итого                    | Итого           | Итого             | 542        | 291        | 110        | 141        | 053,69     |

## Личная жизнь
Женат, есть дочь. Имя Ади получил в честь погибшего в 27 лет в результате схода оползня дяди.